# .edu
.edu (скраћеница од образовни) користи се у многим земљама као домен другог нивоа за академске институције као што су универзитети, факултети и истраживачки институти.
Многе земље користе .ac у исте сврхе, док у некима ни не постоји посебан домен другог нивоа за академске институције. На пример, у Француској, Немачкој, Швајцарској и Холандији, свака институција ће имати свој домен другог нивоа на пример sorbonne.fr за Сорбону.
У неким земљама постоје и .edu и .ac домени и указују на различите типове академских институција. Кина је, на пример, 2006. објавила да ће користити .edu.cn за образовне институције и .ac.cn за истраживачке институције.

## Земље које користе .edu као доменом другог нивоа за образовне институције
- Аргентина: edu.ar
- Аустралија: edu.au
- Бангладеш: edu.bd
- Бразил: edu.br
- Брунеји: edu.bn
- Кина: edu.cn
- Колумбија: edu.co
- Џибути: edu.dj
- Гана: edu.gh
- Хонг Конг: edu.hk
- Јамајка: edu.jm
- Јордан: edu.jo
- Еквадор: edu.ec
- Египат: edu.eg
- Ел Салвадор: edu.sv
- Еритреја: edu.er
- Етиопија: edu.et
- Индија: edu.in
- Либан: edu.lb
- Либија: edu.ly
- Малезија: edu.my
- Малта: edu.mt
- Мексико: edu.mx
- Никарагва: edu.ni
- Нигерија: edu.ng
- Оман: edu.om
- Пакистан: edu.pk
- Перу: edu.pe
- Филипини: edu.ph
- Пољска: edu.pl
- Катар: edu.qa
- Саудијска Арабија: edu.sa
- Србија: edu.rs
- Сингапур: edu.sg
- Сомалија: edu.so
- Судан: edu.sd
- Тајван: edu.tw
- Турска: edu.tr
- Украјина: edu.ua
- Уругвај: edu.uy
- Вијетнам: edu.vn